# Pic Oriental de Clarabide
El Pic Oriental de Clarabide és un cim de 3.012 m d'altitud, amb una prominència de 26 m, que es troba al NE del Pic de Clarabide, al massís de Perdiguero, entre la província d'Osca (Aragó) i el departament dels Alts Pirineus (França).